# Msza Święta Radiowa
Msza Święta Radiowa – msze święte transmitowane przez Pierwszy Program Polskiego Radia od 21 września 1980 z bazyliki Świętego Krzyża w Warszawie, nadawane w każdą niedzielę o godz. 9.00 rano.

## Historia
W sierpniu 1980 wznowienia mszy radiowych w Polskim Radiu, zlikwidowanych po II wojnie światowej, zażądali strajkujący robotnicy, wpisując jako jeden z 21 postulatów tzw. porozumień sierpniowych. Bezpośrednie rozmowy z rządem dotyczące transmisji prowadzili: ze strony Kościoła kard. Stefan Wyszyński, prymas Polski, ks. bp Bronisław Dąbrowski, sekretarz generalny Konferencji Episkopatu Polski, ks. Alojzy Orszulik, delegat Episkopatu, ks. Alojzy Henel CM, proboszcz parafii św. Krzyża, a z ramienia „Solidarności” Lech Wałęsa i Marian Jurczyk. 31 sierpnia władze komunistyczne zgodziły się na transmisję radiowej mszy niedzielnej, a 15 września 1980 odpowiednie dokumenty w tej sprawie podpisali przedstawiciele Episkopatu Polski i Komitetu do Spraw Radia i Telewizji „Polskie Radio i Telewizja”.
19 września kard. Stefan Wyszyński zdecydował, że msza nadawana będzie z kościoła Św. Krzyża w Warszawie i ustanowił Kościelną Redakcję Transmisji Mszy Świętej przy kościele św. Krzyża. Pierwszym przewodniczącym komitetu redakcyjnego został wówczas ks. Alojzy Henel CM, a w skład komitetu redakcyjnego weszli również: ks. Jerzy Chowańczak, ks. Stefan Gwiazdowski, ks. Wiesław Kądziela, ks. Józef Majkowski, ks. Jerzy Zalewski i ks. Józef Zawitkowski. Wybór kościoła św. Krzyża na miejsce transmisji wynikał z jego centralnego położenia w Warszawie, bardzo dobrej akustyki i faktu, że to właśnie stąd nadawano msze radiowe w latach 1930–1939 i 1945–1949.
21 września 1980 wyemitowana została pierwsza msza radiowa. Od 13 grudnia 1981 do 17 stycznia 1982 nadawanie mszy świętej było zawieszone w związku z wprowadzeniem stanu wojennego w Polsce. Do 1989 gotowe teksty kazań przedstawiane były państwowej cenzurze.
W 2020 na stronie Polskiego Radia poinformowano, iż Msza Święta Radiowa w I Programie Polskiego Radia każdego tygodnia skupia przy radioodbiornikach 5–6 milionów ludzi.

## Redakcja

### Pierwsza redakcja Mszy Świętych transmitowanych przez Polskie Radio[5]
- ks. Alojzy Henel CM (przewodniczący) (20.09.1980–5.09.1986)
- bp Józef Zawitkowski (20.09.1980–2006)
- ks. Jerzy Chowańczak (20.09.1980–1995)
- ks. Stefan Gwiazdowski (20.09.1980–29.09.1993)
- ks. Wiesław Kądziela (20.09.1980–)
- o. Józef Majkowski TJ (20.09.1980–1987)
- ks. Jerzy Zalewski (20.09.1980–29.09.1993)

### Kolejni przewodniczący redakcji[5]
- ks. Józef Jachimczak CM (5.09.1986–1993)
- ks. Mieczysław Kozłowski CM (1993–2002)
- ks. Marek Białkowski CM (2002–2011)
- ks. Zygmunt Robert Berdychowski CM (2011–2021)

### Pozostali członkowie redakcji[5]
- ks. Mirosław Paciuszkiewicz SJ (4.10.1993–2010)
- ks. Piotr Pawlukiewicz (4.10.1993–21.03.2020)
- ks. Waldemar Rakocy CM (2007–2018)

### Obecny (stan na 4 lipca 2024) skład Redakcji Mszy Świętej Radiowej[5]
- ks. Bartosz Pikul CM (przewodniczący) (od 2021)
- bp Michał Janocha (od 2018)
- ks. Marek Białkowski CM (od 2018)
- ks. Tadeusz Huk (od 4.10.1993)
- ks. Józef Jachimczak CM (od 5.09.1986)
- ks. Wiesław Kądziela (od 20.09.1980)
- ks. Walenty Królak (od 2007)
- ks. Piotr Markisz (od 2018)
- o. Jacek Salij OP (od 11.04.1987)

## Dorobek
Historii mszy radiowych z bazyliki Świętego Krzyża w Warszawie poświęcono opracowanie pt. 25 lat radiowej transmisji Mszy Świętej 1980–2005 pod redakcją Marka Białkowskiego (Instytut Teologiczny Księży Misjonarzy, Warszawa, 2005; ISBN 83-7216-541-6).
Nakładem Instytutu Teologicznego Księży Misjonarzy ukazało się ponad trzydzieści tomów, zawierających zbiór kazań z radiowych mszy św. z kościoła św. Krzyża w Warszawie.
W ramach serii Świętokrzyskie kazania radiowe ukazały się:
- Świętokrzyskie kazania radiowe. Tom 1 (red. Jan Dukała; Instytut Wydawniczy Księży Misjonarzy „Nasza Przeszłość”, Kraków, 1983)
- Świętokrzyskie kazania radiowe. Tom 2 (red. Jan Dukała; Instytut Wydawniczy Księży Misjonarzy „Nasza Przeszłość”, Kraków, 1985)
- Świętokrzyskie kazania radiowe. Tom 3 (red. Jan Dukała, aut. Roman Andrzejewski i in.; Instytut Wydawniczy Księży Misjonarzy „Nasza Przeszłość”, Kraków, 1987)
- Świętokrzyskie kazania radiowe. Tom 4 (red. Jan Dukała; Instytut Wydawniczy Księży Misjonarzy „Nasza Przeszłość”, Kraków, 1989)
- Świętokrzyskie kazania radiowe. Tom 5 (red. Józef Jachimczak; Instytut Teologiczny Księży Misjonarzy, Kraków, 1991; ISBN 83-86715-30-8)
- Świętokrzyskie kazania radiowe. Tom 6 (red. Józef Jachimczak; Instytut Teologiczny Księży Misjonarzy, Kraków, 1991; ISBN 83-86715-35-9)
- Świętokrzyskie kazania radiowe. Tom 7 (red. Mieczysław Kozłowski; Instytut Teologiczny Księży Misjonarzy, Kraków, 1995; ISBN 83-86768-40-1)
- Świętokrzyskie kazania radiowe. Tom 8 (red. Mieczysław Kozłowski; Instytut Teologiczny Księży Misjonarzy, Kraków, 1997; ISBN 83-86768-97-5)
- Świętokrzyskie kazania radiowe. Tom 9 (red. Mieczysław Kozłowski; Instytut Teologiczny Księży Misjonarzy, Kraków, 1998; ISBN 83-86768-23-1)
- Świętokrzyskie kazania radiowe. Tom 10 (red. Mieczysław Kozłowski; Instytut Teologiczny Księży Misjonarzy, Kraków, 1998; ISBN 83-7216-098-8)
- Świętokrzyskie kazania radiowe. Tom 11 (red. Mieczysław Kozłowski; Instytut Teologiczny Księży Misjonarzy, Kraków, 2000; ISBN 83-7216-045-7)
- Świętokrzyskie kazania radiowe. Tom 12 (red. Mieczysław Kozłowski; Instytut Teologiczny Księży Misjonarzy, Kraków, 2000; ISBN 83-7216-118-6)
- Świętokrzyskie kazania radiowe. Tom 13 (red. Mieczysław Kozłowski; Instytut Teologiczny Księży Misjonarzy, Kraków, 2001; ISBN 83-7216-312-X)
- Świętokrzyskie kazania radiowe. Tom 14 (red. Mieczysław Kozłowski; Instytut Teologiczny Księży Misjonarzy, Kraków, 2002; ISBN 83-7216-275-1)
- Świętokrzyskie kazania radiowe. Tom 15 (red. Marek Białkowski; Wydawnictwo Instytutu Teologicznego Księży Misjonarzy, Kraków; Warszawa, 2003; ISBN 83-7216-334-0)
- Świętokrzyskie kazania radiowe. Tom 16 (red. Marek Białkowski; Wydawnictwo Instytutu Teologicznego Księży Misjonarzy, Kraków; Warszawa, 2004; ISBN 83-7216-568-8)
- Świętokrzyskie kazania radiowe. Tom 17 (red. Marek Białkowski; Wydawnictwo Instytutu Teologicznego Księży Misjonarzy, Kraków; Warszawa, 2005; ISBN 83-7216-420-7)
- Świętokrzyskie kazania radiowe. Tom 18 (red. Marek Białkowski; Wydawnictwo Instytutu Teologicznego Księży Misjonarzy, Kraków; Warszawa, 2006; ISBN 83-7216-558-0)
- Świętokrzyskie kazania radiowe. Tom 19 (red. Marek Białkowski; Wydawnictwo Instytutu Teologicznego Księży Misjonarzy, Kraków; Warszawa, 2007; ISBN 978-83-7216-605-0)
- Świętokrzyskie kazania radiowe. Tom 20 (red. Marek Białkowski; Wydawnictwo Instytutu Teologicznego Księży Misjonarzy, Kraków; Warszawa, 2008; ISBN 978-83-7216-683-8)
- Świętokrzyskie kazania radiowe. Tom 21 (red. Marek Białkowski; Wydawnictwo Instytutu Teologicznego Księży Misjonarzy, Kraków; Warszawa, 2019; ISBN 978-83-7216-743-9)
- Świętokrzyskie kazania radiowe. Tom 22 (red. Marek Białkowski; Wydawnictwo Instytutu Teologicznego Księży Misjonarzy, Kraków; Warszawa, 2010; ISBN 978-83-7216-806-1)
- Świętokrzyskie kazania radiowe. Tom 23 (red. Marek Białkowski; Wydawnictwo Instytutu Teologicznego Księży Misjonarzy, Kraków; Warszawa, 2011; ISBN 978-83-7216-876-4)
- Świętokrzyskie kazania radiowe. Tom 24 (red. Z. Robert Berdychowski, Stanisław Rospond CM; Wydawnictwo Instytutu Teologicznego Księży Misjonarzy, Kraków; Warszawa, 2012; ISBN 978-83-7216-932-7)
- Świętokrzyskie kazania radiowe. Tom 25 (red. Z. Robert Berdychowski, Stanisław Rospond CM; Wydawnictwo Instytutu Teologicznego Księży Misjonarzy, Kraków; Warszawa, 2013; ISBN 978-83-7869-016-0)
- Świętokrzyskie kazania radiowe. Tom 26 (red. Z. Robert Berdychowski CM, Stanisław Rospond CM; Wydawnictwo Instytutu Teologicznego Księży Misjonarzy, Kraków; Warszawa, 2014; ISBN 978-83-7869-121-1)
- Świętokrzyskie kazania radiowe. Tom 27 (red. Z. Robert Berdychowski CM, Stanisław Rospond CM; Wydawnictwo Instytutu Teologicznego Księży Misjonarzy, Kraków; Warszawa, 2015; ISBN 978-83-7869-195-2)
- Świętokrzyskie kazania radiowe. Tom 28 (red. Z. Robert Berdychowski CM, Stanisław Rospond CM; Wydawnictwo Instytutu Teologicznego Księży Misjonarzy, Kraków; Warszawa, 2016; ISBN 978-83-7869-241-6)
- Świętokrzyskie kazania radiowe. Tom 29 (red. Z. Robert Berdychowski CM, Stanisław Rospond CM; Wydawnictwo Instytutu Teologicznego Księży Misjonarzy, Kraków; Warszawa, 2017; ISBN 978-83-7869-300-0)
- Świętokrzyskie kazania radiowe. Tom 30 (red. Z. Robert Berdychowski CM, Stanisław Rospond CM; Wydawnictwo Instytutu Teologicznego Księży Misjonarzy, Kraków; Warszawa, 2018; ISBN 978-83-7869-360-4)
- Świętokrzyskie kazania radiowe. Tom 31 (red. Z. Robert Berdychowski CM, Stanisław Rospond CM; Wydawnictwo Instytutu Teologicznego Księży Misjonarzy, Kraków; Warszawa, 2019; ISBN 978-83-7869-409-0)
- Świętokrzyskie kazania radiowe. Tom 32 (red. Z. Robert Berdychowski CM, Stanisław Rospond CM; Wydawnictwo Instytutu Teologicznego Księży Misjonarzy, Kraków; Warszawa, 2020; ISBN 978-83-7869-477-9)
- Świętokrzyskie kazania radiowe. Tom 33 (red. Z. Robert Berdychowski CM, Stanisław Rospond CM; Wydawnictwo Instytutu Teologicznego Księży Misjonarzy, Kraków; Warszawa, 2021; ISBN 978-83-7869-534-9)
- Świętokrzyskie kazania radiowe. Tom 34 (red. Z. Robert Berdychowski CM, Bartosz Pikul CM, Stanisław Rospond CM; Wydawnictwo Instytutu Teologicznego Księży Misjonarzy, Kraków; Warszawa, 2022; ISBN 978-83-7869-572-1)

Nakładem Oficyny Wydawniczej Liberton ukazały się także dwa tomy kazań radiowych ks. Piotra Pawlukiewicza:
- Kazania radiowe 1992–2002 (Oficyna Wydawnicza Liberton, Warszawa, 2002; ISBN 83-910699-6-6)
- Kazania radiowe 2003–2009 (Oficyna Wydawnicza Liberton, 2011; ISBN 978-83-910699-9-8)